# Gottlieb Meier
Gottlieb Meier (* 14. Juni 1878 in Weinfelden; † 6. November 1957 ebenda, reformiert, heimatberechtigt in Neerach) war ein Schweizer Politiker (SP).

## Biografie
Gottlieb Meier kam am 14. Juni 1878 in Weinfelden als Sohn des Schneiders Gottlieb Meier Senior zur Welt. Nachdem er beim Vater eine berufliche Grundbildung erhalten hatte, liess er sich in München zum Zuschneider ausbilden. In den Jahren 1899 bis 1902 ging er auf die Walz. In der Folge war er von 1902 bis 1905 beim Vater sowie von 1905 bis 1927 als Zuschneider in der Firma Reber beschäftigt. Er heiratete 1907 Anna Lydia geborene Brütsch. Gottlieb Meier starb am 6. November 1957 im Alter von 79 Jahren in Weinfelden.
Der Grütlianer Gottlieb Meier war 1907 Mitgründer der SP Thurgau, der er später auch als Präsident vorstand. Im Jahr 1918 war er Streikführer in Weinfelden. Danach gehörte Meier von 1922 bis 1946 dem Gemeinderat sowie von 1946 bis 1949 dem Grossen Gemeinderat von Weinfelden, den er zwischen 1947 und 1948 präsidierte, an. Dazu war er von 1926 bis 1950 im Thurgauer Grossrat, dem er zwischen 1935 und 1936 als Präsident vorstand, vertreten. Ausserdem fungierte er zwischen 1941 und 1953 als Bezirksrichter. Darüber hinaus nahm er von 1941 bis 1943 Einsitz in den Nationalrat.
Daneben war er ein Mitgründer und 50 Jahre Vorstandsmitglied der Volkshausgenossenschaft. Zwischen 1914 und 1940 präsidierte Meier die  Konsumgenossenschaft. In den Jahren 1928 bis 1945 verwaltete er die Kranken- und Sterbekasse. Ferner war er viele Jahre  Präsident des Krankenpflegevereins Weinfelden, Schulvorsteher sowie zwischen 1908 und 1940 Kirchenvorsteher.

## Weblink
- André Salathé: Meier, Gottlieb. In: Historisches Lexikon der Schweiz.

| Personendaten    | Personendaten            |
| ---------------- | ------------------------ |
| NAME             | Meier, Gottlieb          |
| KURZBESCHREIBUNG | Schweizer Politiker (SP) |
| GEBURTSDATUM     | 14. Juni 1878            |
| GEBURTSORT       | Weinfelden               |
| STERBEDATUM      | 6. November 1957         |
| STERBEORT        | Weinfelden               |